# Érasme Bernard
Érasme Bernard, né le 1er septembre 1827 à Liège et mort le 14 mai 1887 dans sa ville natale, est un architecte belge. Il est professeur de construction, charpente et coupe de pierres (section d'architecture) à l'Académie royale des beaux-arts de Liège de 1870 à 1887. Il enseigne également à l'École industrielle de Liège.

## Biographie
Érasme Joseph Édouard Bernard, né le 1er septembre 1827 à Liège, est le fils d'Henri Joseph Bernard et de Marie Catherine Ruwet,. Il épouse Françoise Lambertine Bury le 10 septembre 1851,, avec qui il a plusieurs enfants dont Marie Antoinette Bernard.
Il suit avec succès les cours d'architecture à l'Académie royale des beaux-arts de Liège, et une fois ses études terminées, il reprend le commerce de menuiserie de son oncle. Il réalise les travaux de charpente du campanile de la cathédrale de Nancy ainsi que des maisons Bury et Libert à Liège. Il réalise aussi une longue carrière dans l'enseignement à Liège, exerçant à l'École industrielle et à l'Académie durant de nombreuses années,,. En 1870, il reprend, au départ de Louis Houtain, les cours de construction, charpente et coupe de pierres (section d'architecture) de l'Académie dont il s'occupe jusqu'à son décès,.
« Homme de sens pratique et s'inspirant des leçons du maître qui l'avait formé », il meurt, âgé de 59 ans, le 14 mai 1887 dans sa ville natale,.